# Creuzburg

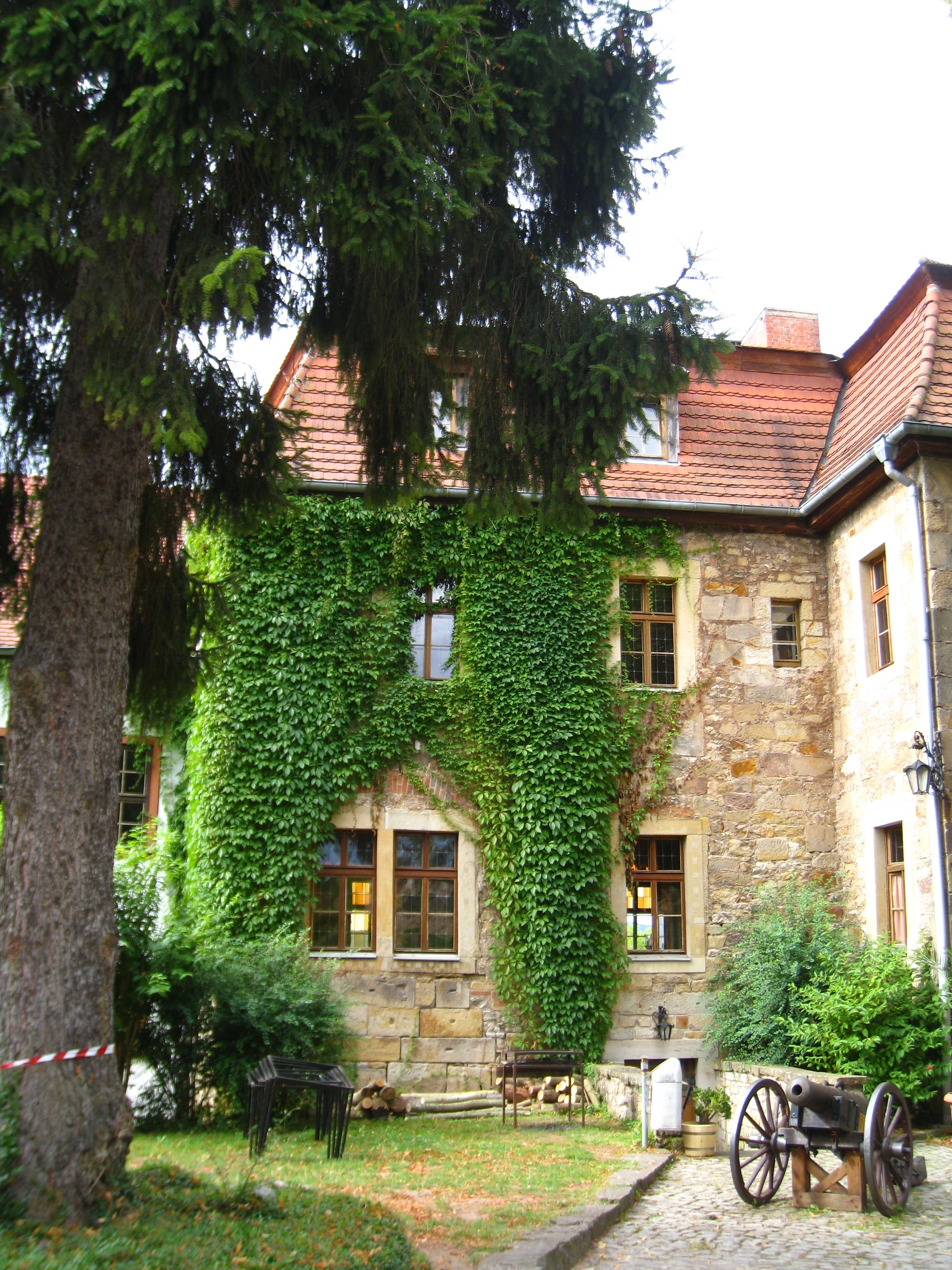
Dziedziniec zamku

Creuzburg – dzielnica miasta Amt Creuzburg w Niemczech, w kraju związkowym Turyngia, w powiecie Wartburg. Do 30 grudnia 2019 miasto, siedziba wspólnoty administracyjnej Hainich-Werratal. Do 30 grudnia 2013 siedziba wspólnoty administracyjnej Creuzburg, która dzień później została rozwiązana. W 2009 liczył 2 427 mieszkańców.

## Zabytki
- romański zamek Creuzburg